# Acer davidii
Acer davidii — вид клена з групи змієкорих кленів. Його батьківщиною є Китай, від Цзянсу на південь до Фуцзянь і Гуандун, і на захід до південно-східного Ганьсу і Юньнань.
Це невелике листопадне дерево заввишки 10–15 м зі стовбуром до 40 см у діаметрі, хоча зазвичай меншого розміру і часто з кількома стовбурами, і розлогою кроною з довгих дугоподібних гілок. Кора гладка, оливково-зелена з правильними вузькими світлими вертикальними смугами на молодих деревах, з часом стає тьмяно-сіро-коричневою біля основи старих дерев. Листя 6—18 см завдовжки і 4—9 см завширшки, з ніжкою 3—6 см завдовжки; вони зверху темно-зелені, знизу більш бліді, яйцеподібні, нелопатеві або слабо трилопатеві, з зубчастим краєм. Восени вони стають яскраво-жовтими, оранжевими або червоними. Квітки дрібні, жовті, з п'ятьма чашолистками і пелюстками довжиною близько 4 мм; вони виробляються на дугоподібних чи пониклих китицях 7–12 см наприкінці весни, з чоловічими та жіночими квітками на різних китицях. Горішки 7–10 мм завдовжки і 4–6 мм завширшки, крило 2–3 см завдовжки і 5 мм завширшки.

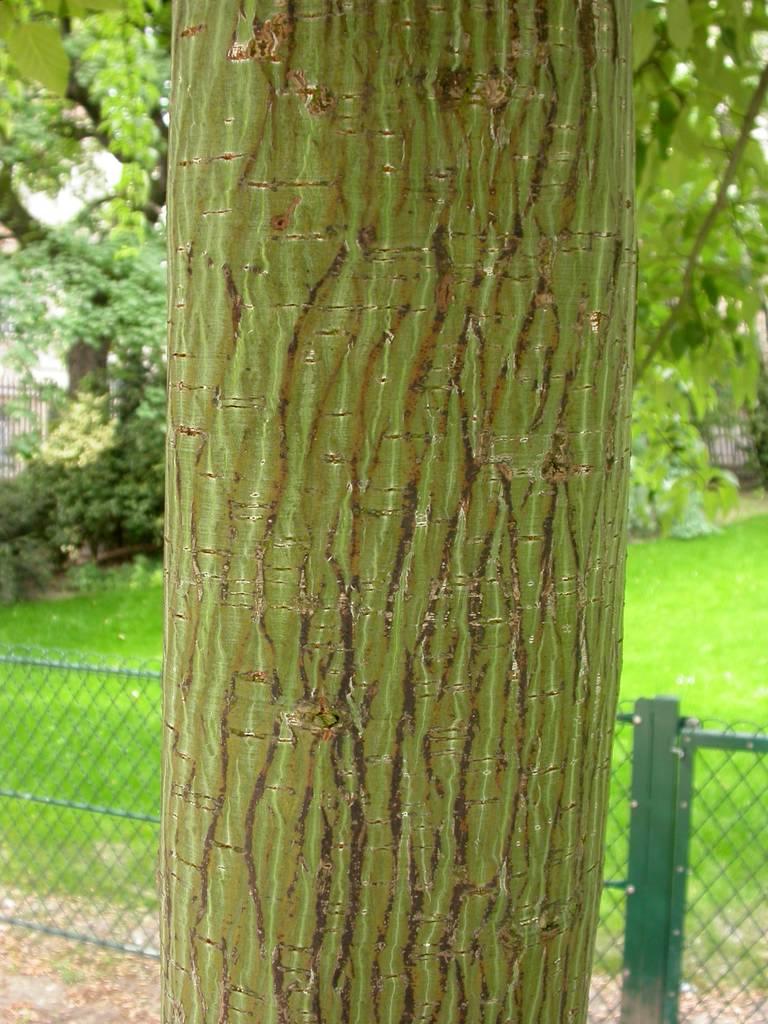
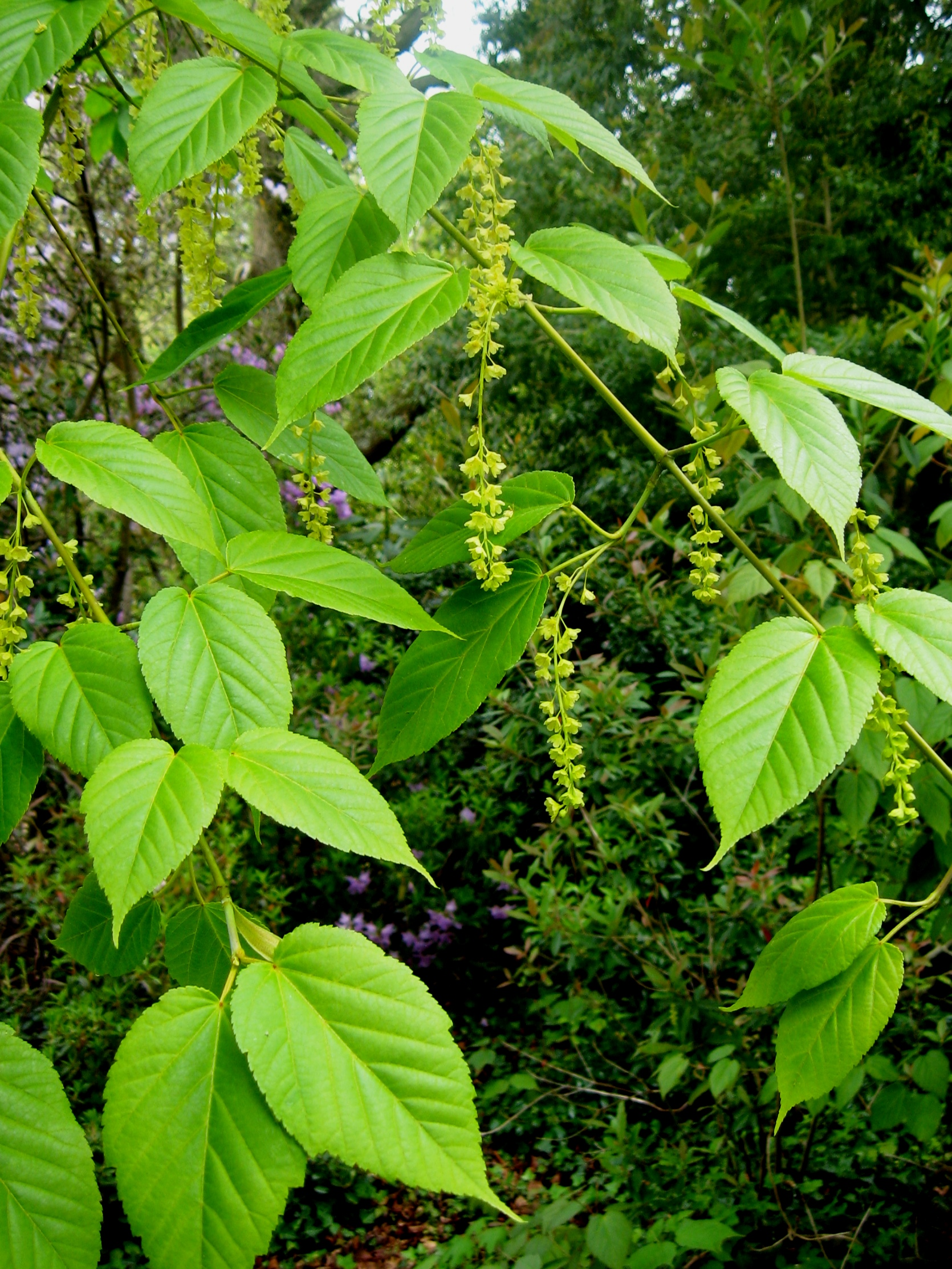
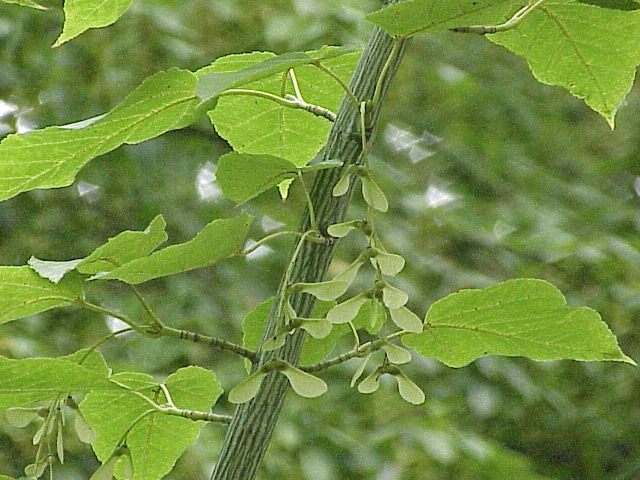